# Dariusz Zelig
Dariusz Zelig (ur. 22 listopada 1957 w Koszalinie) – polski trener i koszykarz, olimpijczyk. Grał na pozycjach rozgrywającego i rzucającego obrońcy. Siedmiokrotny mistrz Polski w barwach Śląska Wrocław oraz Wybrzeża Gdańsk, długoletni reprezentant kraju.
W ciągu piętnastu lat gry na koszykarskich parkietach (1977-1992) w barwach reprezentacji rozegrał 236 meczów, rzucając w sumie 3 404 pkt. Jego trenerami byli Jerzy Świątek, Andrzej Kuchar i Arkadiusz Koniecki. W Polsce Zeliga prowadzili m.in. trenerzy Stefan Stanisław Olejniczak i Mieczysław Łopatka.
W internecie znajduje się wiele artykułów, z których wynika, że Dariusz Zelig zdobył ze Śląskiem Wrocław 7 tytułów mistrzowskich. Nie jest to jednak zgodne z faktami, ponieważ opuścił on zespół jeszcze w trakcie trwania rozgrywek 1992/93. Ma on więc na swoim koncie 6 tytułów zdobytych we Wrocławiu oraz jeden w Gdańsku (1978).
W swoim najbardziej udanym statystycznie spotkaniu w reprezentacji zdobył 36 punktów. Miało to miejsce podczas mistrzostw Europy 1985, w wygranym 97-94 spotkaniu z Francją. Wielokrotnie w karierze zdobywał dla kadry co najmniej 30 punktów w ramach kwalifikacji do mistrzostw Europy, świata, a także na samych mistrzostwach Europy. Był graczem europejskiego formatu w latach 80., jednak ze względu na sytuację polityczną nie otrzymał szansy na występy poza Polską u szczytu swojej sportowej kariery. Pojawiła się ona dopiero pod koniec lat 80., z czego Zelig skorzystał, rozgrywając po jednym sezonie w Belgii oraz w Niemczech. W pierwszym z wymienionych krajów sięgnął po mistrzostwo w barwach zespołu Sunair Ostenda. Po powrocie do ojczyzny zdobył jeszcze trzy medale mistrzostw Polski.
W polskiej lidze 5-krotnie plasował się w pierwszej dziesiątce najlepszych strzelców, w tym dwukrotnie zostając jej liderem (1987, 1991). Był wybierany dwukrotnie najlepszym zawodnikiem sezonu i aż dziewięciokrotnie do składu najlepszych graczy całej ligi.
Po zakończeniu kariery zawodniczej pracował przez pewien czas jako dziennikarz sportowy oraz komentator spotkań Śląska Wrocław. Występował także we wrocławskiej, amatorskiej lidze koszykówki WRONBA.
We wrześniu 2013 na głównym deptaku Polanicy Zdroju miała miejsce ceremonia odsłonięcia dłoni Zeliga w Alei Gwiazd Koszykówki.

## Osiągnięcia

### Klubowe
- Mistrz:
  - Polski (1978–1981, 1987, 1991, 1992)
  - Belgii (1988)
- 4-krotny brązowy medalista mistrzostw Polski (1982, 1985, 1986, 1990)
- Zdobywca:
  - Pucharu Polski (1978, 1980, 1990, 1992)
  - BeNeLux Cup (1988 – jedyna edycja Pucharu Belgii i Luksemburga)
- 2-krotny Zawodnik Roku (MVP) polskiej ligi (1985, 1987)[3]
- 9-krotnie zaliczany do I składu najlepszych zawodników polskiej ligi (1979–1982, 1985–1987, 1991-92)[3]
- 2-krotny lider strzelców polskiej ligi (1987, 1991)[3]
- Zwycięzca konkursu Shooting Stars (2013)[6]

### Reprezentacyjne
- Uczestnik:
  - mistrzostw Europy (1979 – 7. miejsce, 1981 – 7. miejsce, 1983 – 9. miejsce, 1985 – 11. miejsce, 1987 – 7. miejsce, 1991 – 7.miejsce)
  - igrzysk olimpijskich (1980 – 7.miejsce)
  - europejskich kwalifikacji olimpijskich (1988)
  - trasy reprezentacji Polski po USA (9-20.11.1986)[7]
- Lider Eurobasketu w skuteczności rzutów wolnych (1991 – 92,9%)[8]

## Statystyki

### Liga polska
| Sezon     | Zespół                 | Liga   | Mecze | Pkt/mecz |
| --------- | ---------------------- | ------ | ----- | -------- |
| 1976/1977 | Wybrzeże Gdańsk        | PLK    | 42    | 8,9      |
| 1977/1978 | Wybrzeże Gdańsk        | PLK    | 27    | 9,6      |
| 1978/1979 | Śląsk Wrocław          | PLK    | 22    | 13,5     |
| 1979/1980 | Śląsk Wrocław          | PLK    | 31    | 17,4     |
| 1980/1981 | Śląsk Wrocław          | PLK    | 26    | 16,5     |
| 1981/1982 | Śląsk Wrocław          | PLK    | 20    | 19,0     |
| 1982/1983 | Śląsk Wrocław          | PLK    | 15    | 14,6     |
| 1983/1984 | Śląsk Wrocław          | PLK    | 25    | 19,9     |
| 1984/1985 | Śląsk Wrocław          | PLK    | 29    | 22,0     |
| 1985/1986 | Śląsk Wrocław          | PLK    | 23    | 22,2     |
| 1986/1987 | Śląsk Wrocław          | PLK    | 30    | 26,3     |
| 1989/1990 | Śląsk Wrocław          | PLK    | 21    | 21,2     |
| 1990/1991 | Śląsk Wrocław          | PLK    | 41    | 27,6     |
| 1991/1992 | Śląsk Wrocław          | PLK    | 39    | 15,4     |
| 1992/1993 | Śląsk Wrocław          | PLK    | 4     | 9,0      |
| 1993/1994 | Spartakus Jelenia Góra | I liga | 1     | 12,0     |

### Reprezentacja Polski
| Rok  | Mecze | Pkt/mecz |
| ---- | ----- | -------- |
| 1979 | 14    | 8,9      |
| 1980 | 17    | 14,6     |
| 1981 | 7     | 14,3     |
| 1983 | 7     | 13,0     |
| 1984 | 17    | 13,6     |
| 1985 | 10    | 22,5     |
| 1986 | 9     | 23,3     |
| 1987 | 10    | 26,6     |
| 1988 | 4     | 17,5     |
| 1990 | 1     | 25,0     |
| 1991 | 4     | 16,3     |